# Unalaska-Halsbandlemming
Der Unalaska-Halsbandlemming (Dicrostonyx unalascensis) ist ein auf den Aleuten verbreitetes Nagetier in der Unterfamilie der Wühlmäuse. Die Population galt ursprünglich als Synonym des Nördlichen Halsbandlemming. Sie wird seit dem späteren 20. Jahrhundert aufgrund eines fehlenden Winterfells und abweichender Schädelmerkmale als Art geführt.

## Merkmale
Die Tiere sind ohne Schwanz 130 bis 165 mm lang, die Schwanzlänge beträgt 11 bis 18 mm und das Gewicht liegt bei 50 bis 60 g. Die Exemplare tragen ganzjährig ein weiches rotbraunes Fell, das einen deutlichen dunklen Aalstrich auf dem Rücken hat. Spezielle Winterkrallen werden nicht gebildet.

## Verbreitung und Lebensweise
Die Art kommt nur auf den zu den Fox Islands gehörenden Inseln Umnak und Unalaska vor. Das Verbreitungsgebiet ist etwa 2.200 km² groß. Auf den Inseln ist arktische Tundra vorhanden.
Die Individuen graben ihre Baue im Sand am Strand oder im Boden zwischen Felsen. Vermutlich besteht die Nahrung aus Blättern, Blumen, jungen Trieben und Wurzeln. Laut Schätzungen werden nach 21 Tagen Trächtigkeit bis zu acht Nachkommen geboren. Diese Wühlmaus ist ein wichtiges Beutetier für den Rotfuchs und verschiedene Raubvögel.

## Gefährdung
Aufgrund der begrenzten Verbreitung ist der Unalaska-Halsbandlemming empfindlich für Veränderungen. Welchen Einfluss eingeführte Wanderratten, Hausmäuse und Erdhörnchen haben, ist nicht bekannt. Die IUCN listet die Art mit ungenügender Datenlage (data deficient).